# Authion (râu)
Authion este un râu care curge prin departamentele Indre-et-Loire și Maine-et-Loire, situate în regiunile Centre-Val de Loire și Pays de la Loire. Este un afluent direct al fluviului Loara, pe malul drept.

## Geografie

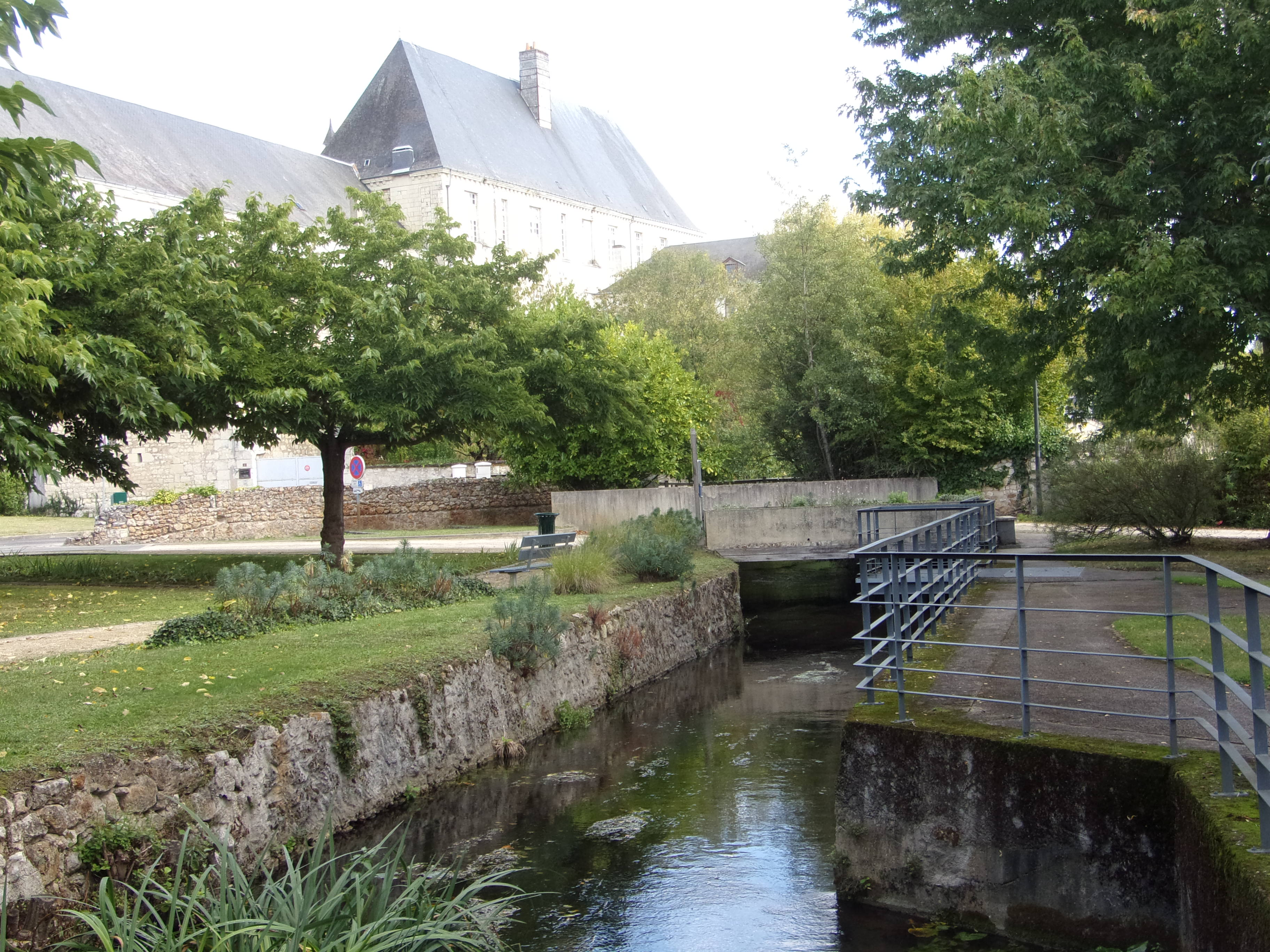
Bourgueil: Authion, numit Changeon.

Cu o lungime de 99,8 km, râul Authion își are izvorul în departamentul Indre-et-Loire, în apropiere de Bourgueil, la Hommes, la fântâna de la Favrie, la o altitudine de 86 de metri.
Râul Authion curge în general de la est spre vest.
Râul Authion se varsă în Loara în apropiere de Angers, la Sainte-Gemmes-sur-Loire, la o altitudine de 15 metri, la vest de Les Ponts-de-Cé. De la izvorul său din Bourgueil, râul este numit Changeon, iar începând de la Bourgueil este cunoscut sub numele de „Doigt” sau „Douet”.

### Comune și cantoane traversate
În departamentele Indre-et-Loire și Maine-et-Loire, râul Authion traversează următoarele douăzeci și patru de comune: Hommes (izvor), Rillé, Continvoir, Gizeux, Benais, Bourgueil, Saint-Nicolas-de-Bourgueil, Chouzé-sur-Loire, Brain-sur-Allonnes, Varennes-sur-Loire, Allonnes, Villebernier, Saumur, Vivy, Longué-Jumelles, Saint-Clément-des-Levées, Gennes-Val-de-Loire, Beaufort-en-Anjou, La Ménitré, Mazé-Milon, Loire-Authion, Trélazé, Les Ponts-de-Cé, Sainte-Gemmes-sur-Loire (vărsare).
Astfel, în termeni de cantoane, râul Authion își are izvorul în cantonul Langeais și traversează următoarele cinci cantoane: Longué-Jumelles, Saumur, Beaufort-en-Vallée, Angers-7 și Ponts-de-Cé, confluența având loc în cantonul Angers-2. Râul parcurge trei arondismente: Chinon, Saumur și Angers.

### Bazin hidrografic
Bazinul hidrografic al râului Authion are o suprafață de 1.476 km².

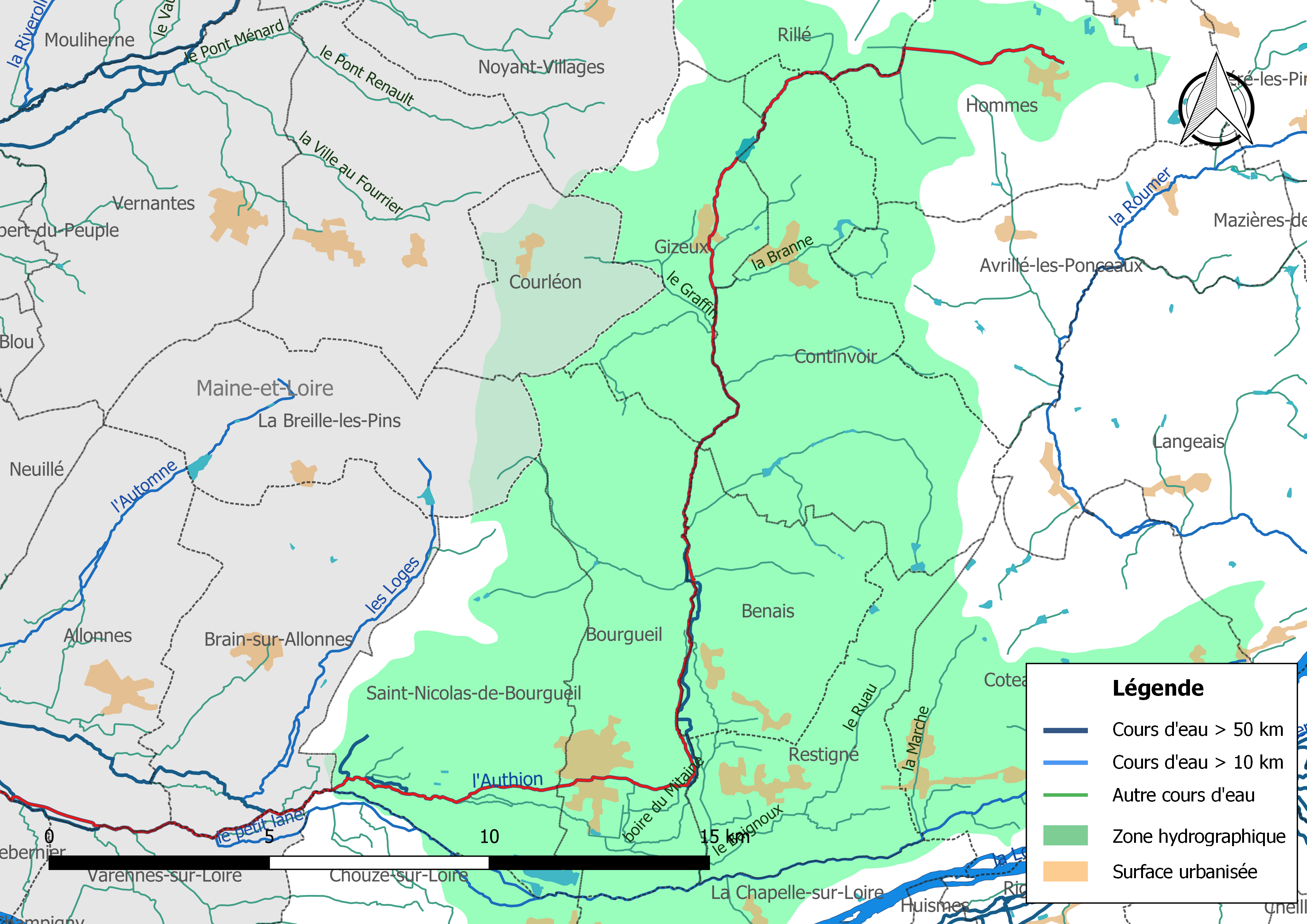
Cursul de apă Authion și bazinul de apă Changeon (partea în amonte a Authion).

### Organism gestionar
Organismul responsabil de gestionarea râului Authion este SAGE (Schéma d'Aménagement et de Gestion des Eaux) de l'Authion.

## Afluenți
Râul Authion are treizeci de afluenți înregistrați, printre care se numără:
- Branne (malul stâng), 5,7 km, pe teritoriul comunelor Gizeux, Continvoir și Avrillé-les-Ponceaux.
- Graffin (malul drept), 3,9 km, pe teritoriul comunelor Courléon și Gizeux, cu un afluent.
- Millet (malul stâng), 5,4 km, pe teritoriul comunelor Gizeux, Continvoir și Avrillé-les-Ponceaux.
- Lane (malul stâng), 24,6 km, pe teritoriul a zece comune, cu cinci afluenți.
- Automne (malul drept), 15,2 km, pe teritoriul comunelor Vivy, Allonnes și La Breille-les-Pins, cu două brațe.
- Courants (malul stâng), 1,3 km, pe teritoriul a trei comune.
- Viel Authion (malul stâng), 6,9 km, pe teritoriul a trei comune.
- Lathan (malul drept), 57,8 km.
- Curée (malul drept), 9,4 km, pe teritoriul comunelor Beaufort-en-Anjou, Longué-Jumelles și Les Bois d'Anjou.
- Couasnon (malul drept), 34,8 km, pe teritoriul a zece comune, cu opt afluenți înregistrați.
- fossé de la Coutière (malul stâng), 2,4 km, pe teritoriul comunei Mazé-Milon.

## Hidrologie
Râul Authion a fost monitorizat la două stații hidrologice:
- Râul Authion a fost monitorizat la Longué-Jumelles (Pont Saint-René) între 1 decembrie 1967 și 1 ianuarie 1980, la o altitudine de 19 metri și pentru un bazin hidrografic de 477 km²[5].
- Râul Authion a fost monitorizat la Ponts-de-Cé (podul Bourguiguon) între 1 martie 1966 și 1 ianuarie 1996, la o altitudine de 15 metri și pentru un bazin hidrografic de 1.500 km²[5].

## Istorie
Înainte de crearea departamentelor franceze în 1790, râul Authion își avea izvorul în limitele interioare ale fostei provincii Anjou, care includea, pe atunci, „Țara Bourgueillois”, dependentă de seneșalul de Saumur.
Astăzi, această parte a departamentului Indre-et-Loire.